# Ulf Karlson
Ulf Karlson   (Älvängen, 6 de març de 1952 - 6 de febrer de 2018) fou un pilot de trial suec que va destacar en aquest esport durant la dècada de 1970 i començament de la de 1980. Va guanyar el Campionat del Món en l'edició de 1980 (esdevenint el primer pilot de Montesa a guanyar un títol mundial) i fou un dels màxims aspirants al títol diverses vegades, havent acabat entre els 10 primers classificats durant 9 anys seguits (de 1974 a 1982). A banda, guanyà tres campionats escandinaus (1972, 1982 i 1983) i vuit campionats de Suècia consecutius (1976-1983), tots amb Montesa.
Karlson va ser semi-professional durant tota la seva carrera, compaginant el trial amb la seva feina de pintor, que exercia durant cinc mesos l'any. Va córrer sempre per al moto-club Älvbygdens MK.

## Trajectòria esportiva

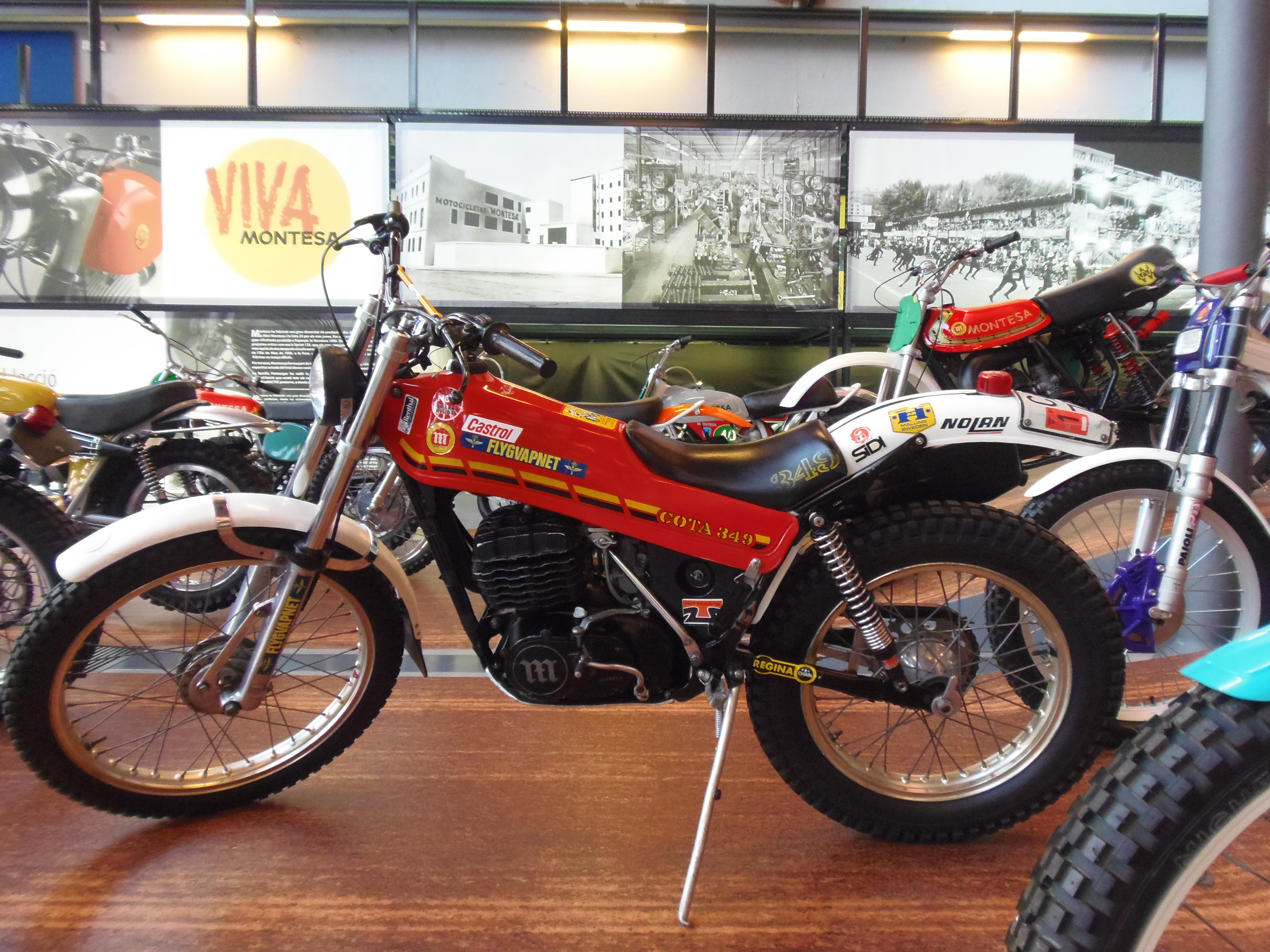
La Cota 349 que pilotà el 1980

Karlson va irrompre en el món del trial amb força l'any 1970 i aviat va passar a l'equip oficial de Montesa. A mitjan anys 70, formant part d'un equip amb grans pilots com ara els britànics Rob Edwards, Rob Shepherd i Gordon Farley, o el també suec Benny Sellman, Karlson va destacar entre tots ells passant a ser durant anys el número u de Montesa, fins que el fitxatge per la marca catalana del campió d'Europa Malcolm Rathmell a finals de 1974 el va eclipsar lleugerament.
Dotat d'una gran regularitat i efectivitat, entre els anys 1978 i 1980 Karlson va córrer 48 curses del Campionat del Món sense incidents, aconseguint puntuar-ne en 47. L'any 1980, tot i haver guanyat només la primera cursa puntuable, la d'Irlanda del Nord (disputada a Newtownards, Baile Nua na hArda en gaèlic), va guanyar el Campionat del Món de trial mercès a la seva gran regularitat, havent obtingut 6 segons llocs i dos tercers durant la temporada.
Quan es va retirar del trial va provar sort en l'enduro, debutant en la tradicional cursa sueca Novemberkåsan, on tot i la duresa de la prova va acabar en tercer lloc a la classe B. L'any 2003 li va ser dedicat un segell de correus, on hi apareix pilotant la Cota 348 en una il·lustració feta per l'artista suec Leif Ahnlund.
Es va morir el 6 de febrer del 2018 a 65 anys, víctima del càncer.

## La Cota 247 VUK
L'estiu de 1975 Montesa va treure al mercat una nova versió del seu model estrella, la Cota 247, anomenada VUK ("Versió Ulf Karlson") en honor del pilot suec i com a recordatori de la seva victòria a la primera prova de la temporada 1974, el Trial de Sant Llorenç. Aquesta versió, que incorporava grans millores tècniques i estètiques desenvolupades amb la col·laboració de Karlson, fou el darrer model 247, ja que el 1976 Montesa va llançar la innovadora Cota 348 desenvolupada per Malcolm Rathmell.

### Karlson o Karlsson
Malgrat que el personatge ha passat a la història del trial com a Ulf Karlson, immortalitzat per exemple en el model de Cota 247 que Montesa li dedicà, el seu cognom ha estat objecte de confusió sovint, apareixent escrit a les fonts aleatòriament Karlson o Karlsson. El fet, però, és que el seu cognom és Karlson i així el duia estampat, per exemple, als seus pantalons de trial durant la temporada de 1981.

## Palmarès

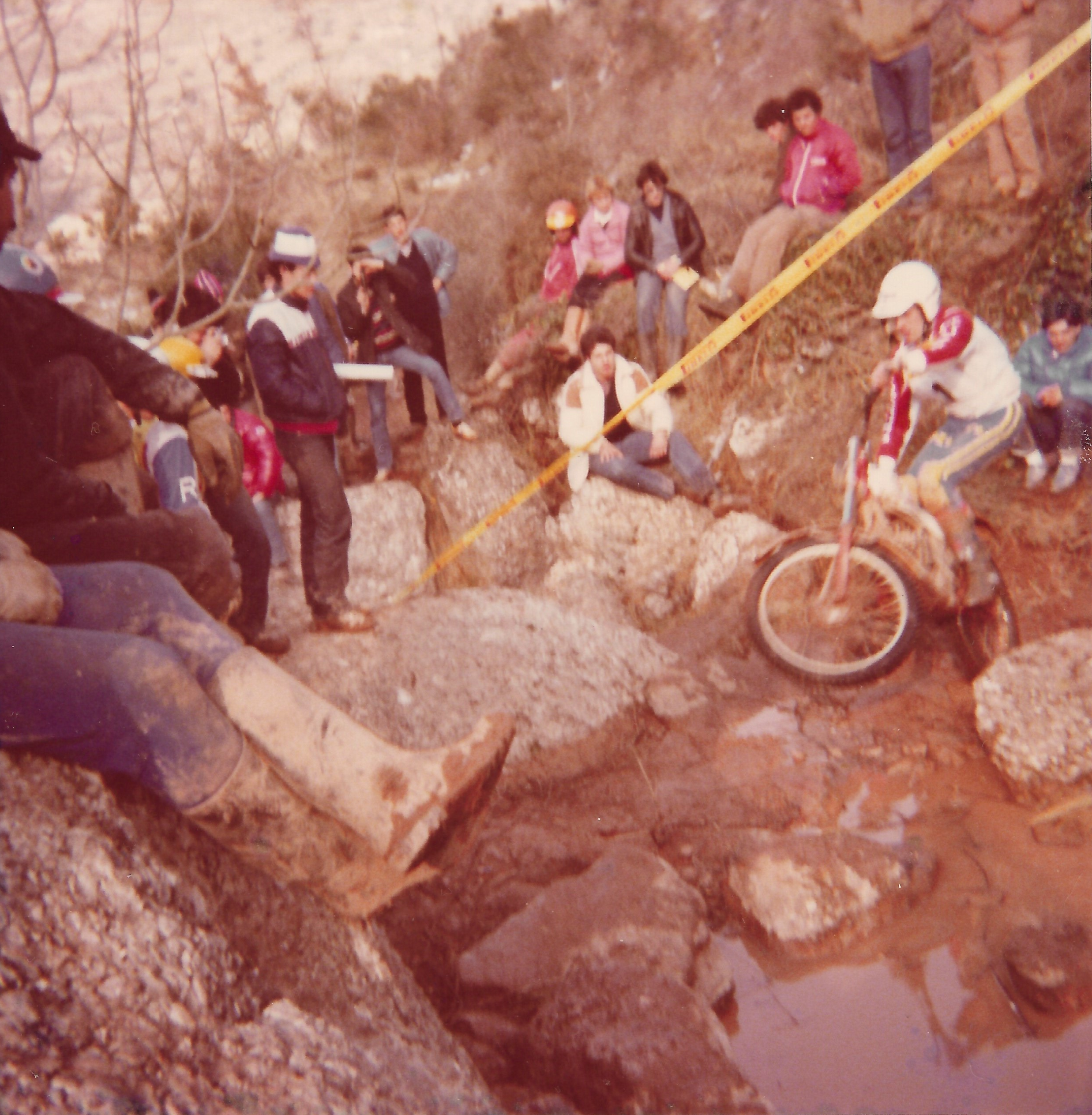
Amb la Cota 349 blanca al Trial de Sant Llorenç de 1981

| Any          | Motocicleta  | Campionat del Món | Campionat escandinau | Campionat de Suècia | Títols |
| ------------ | ------------ | ----------------- | -------------------- | ------------------- | ------ |
| 1971         | Montesa      | 16è               |                      |                     | -      |
| 1972         | Montesa      | 14è               | 1r                   |                     | 1      |
| 1973         | Montesa      | 20è               |                      |                     | -      |
| 1974         | Montesa      | 2n                |                      |                     | -      |
| 1975         | Montesa      | 6è                |                      |                     | -      |
| 1976         | Montesa      | 5è                |                      | 1r                  | 1      |
| 1977         | Montesa      | 2n                |                      | 1r                  | 1      |
| 1978         | Montesa      | 4t                |                      | 1r                  | 1      |
| 1979         | Montesa      | 3r                |                      | 1r                  | 1      |
| 1980         | Montesa      | 1r                |                      | 1r                  | 2      |
| 1981         | Montesa      | 2n                |                      | 1r                  | 1      |
| 1982         | Montesa      | 7è                | 1r                   | 1r                  | 2      |
| 1983         | Montesa      | 18è               | 1r                   | 1r                  | 2      |
| Total títols | Total títols | 1                 | 3                    | 8                   | 12     |

Notes
1. ↑  Al total de títols s'hi compten tots els campionats estatals o internacionals guanyats
2. ↑  Fins al 1974 el Campionat era d'Europa, i a partir de 1975 va passar a anomenar-se Campionat del Món